# Kenny Davis
Kenneth Brian Davis (nacido el 12 de septiembre de 1948 en Slat, Kentucky) es un exjugador de baloncesto estadounidense. Con 1,80 metros de estatura, su puesto natural en la cancha era el de escolta. Fue subcampeón olímpico con Estados Unidos en los Juegos Olímpicos de Múnich de 1972.  